# Стандартная модель

Стандартная модель элементарных частиц

Станда́ртная моде́ль (СМ) — теоретическая конструкция в физике элементарных частиц, описывающая электромагнитное, слабое и сильное взаимодействия всех элементарных частиц. Современная формулировка была завершена в 2000-е годы после экспериментального подтверждения существования кварков. Открытие t-кварка (1995), b-кварка (1977) и тау-нейтрино (2000), подтвердило правильность СМ.
Стандартная модель не является теорией всего, так как не описывает тёмную материю, тёмную энергию и не включает в себя гравитацию. Экспериментальное подтверждение существования промежуточных векторных бозонов в середине 80-х годов завершило построение Стандартной модели и её принятие как основной. Необходимость незначительного расширения модели возникла в 2002 году, после обнаружения нейтринных осцилляций, а подтверждение существования бозона Хиггса в 2012 году завершило экспериментальное обнаружение предсказываемых Стандартной моделью элементарных частиц.
Тем не менее СМ крайне важна для теоретической и экспериментальной физики элементарных частиц. Для теоретиков СМ — основополагающий пример теории, демонстрирующий широкий ряд физических феноменов включая спонтанное нарушение симметрии, квантовые аномалии и т. п. Она используется как база для построения более экзотических моделей, включающих гипотетические частицы, дополнительные размерности и расширенные симметрии (например, суперсимметрию), в попытках объяснить экспериментальные результаты, не охваченные СМ. В свою очередь, экспериментаторы используют СМ для поиска феноменов, выходящих за её пределы. Кроме того, СМ нашла применение в областях за пределами физики элементарных частиц, таких как астрономия, космология и ядерная физика.
Стандартная модель включает в себя следующие ингредиенты: 6 кварков, 6 лептонов, 4 частицы-переносчика силовых взаимодействий, а также 1 хиггсовский бозон. Если учитывать античастицы и различные цветовые заряды у глюонов, то в общей сложности СМ описывает 61 уникальную частицу.

## История
Основы стандартной модели были заложены в 1960 году Шелдоном Глэшоу, пытавшимся объединить электромагнитное и слабое взаимодействия. В 1967 году Стивен Вайнберг и Абдус Салам включили в теорию Глэшоу механизм Хиггса, придав ей современную форму. Механизм Хиггса необходим для появления массы у всех элементарных частиц СМ — W-бозонов, Z-бозонов, кварков и лептонов. В 1973 году в ЦЕРНе были открыты нейтральные токи, переносимые Z-бозоном, после чего электрослабая теория получила широкое признание. Глэшоу, Салам и Вайнберг разделили в 1979 году Нобелевскую премию по физике за её создание. W- и Z-бозоны были экспериментально обнаружены в 1981 году, и их массы соответствовали предсказанию СМ. Теория сильного взаимодействия, к которой причастны многие учёные, приобрела современную форму около 1973—1974 годах, когда эксперименты подтвердили, что адроны состоят из кварков обладающих дробным зарядом.

## Положения
В настоящее время материя и энергия лучше всего понимаются в терминах кинематики и взаимодействия элементарных частиц (ЭЧ). Сегодня физика свела законы, управляющие поведением и взаимодействием всех известных форм материи и энергии, к небольшому набору фундаментальных законов и теорий. Главная цель физики состоит в нахождении «общей основы», которая могла бы объединить все эти теории в одну общую «теорию всего», в которой все прочие известные законы были бы частными случаями, и из которой можно было бы вывести поведение всех форм материи и энергии (по крайней мере, в принципе). СМ объединила две главные предшествующие теории — квантовую теорию электрослабого взаимодействия и квантовую хромодинамику — во внутренне стройную теорию, которая описывает взаимодействие между всеми известными частицами в терминах квантовой теории поля (КТП).
Стандартная модель состоит из следующих положений:
- Всё вещество состоит из 12 фундаментальных квантовых полей, квантами которых являются фундаментальные частицы со спином ½ — фермионы, которые можно объединить в три поколения фермионов: 6 лептонов (электрон, мюон, таон, э-нейтрино, мю-нейтрино и тау-нейтрино) и 6 кварков (u-, d-, s-, c-, b-, t-), а также 12 соответствующих им античастиц.
- Кварки участвуют в сильных, слабых и электромагнитных взаимодействиях; заряженные лептоны (электрон, мюон, таон) — в слабых и электромагнитных; нейтрино — только в слабых взаимодействиях.
- Все три типа взаимодействий возникают как следствие постулата, что наш мир симметричен относительно трёх типов калибровочных преобразований. Частицами-переносчиками взаимодействий являются бозоны:

8 глюонов для сильного взаимодействия (группа симметрии SU(3));
3 тяжёлых калибровочных бозона (W+, W−, Z0) для слабого взаимодействия (группа симметрии SU(2));
один фотон для электромагнитного взаимодействия (группа симметрии U(1)).
- В отличие от электромагнитного и сильного, слабое взаимодействие может смешивать фермионы из разных поколений, что приводит к нестабильности всех частиц, за исключением легчайших, и к таким эффектам, как нарушение CP-инвариантности и нейтринные осцилляции.
- Внешними параметрами стандартной модели являются:
  - массы лептонов (3 параметра, нейтрино принимаются безмассовыми) и кварков (6 параметров), интерпретируемые как константы взаимодействия их полей с полем бозона Хиггса,
  - параметры CKM-матрицы смешивания кварков — три угла смешивания и одна комплексная фаза, нарушающая CP-симметрию — константы взаимодействия кварков с электрослабым полем,
  - два параметра поля Хиггса, которые связаны однозначно с его вакуумным средним и массой бозона Хиггса,
  - три константы взаимодействия, связанные соответственно с калибровочными группами U(1), SU(2) и SU(3), и характеризующие относительные интенсивности электромагнитного, слабого и сильного взаимодействий.

Стандартная модель. Показаны спин, заряд и масса элементарных частиц, а также их взаимодействия

В связи с тем, что обнаружены нейтринные осцилляции, стандартная модель нуждается в расширении, которое вводит дополнительно 3 массы нейтрино и как минимум 4 параметра PMNS-матрицы смешивания нейтрино, аналогичные CKM-матрице смешивания кварков, и, возможно, ещё 2 параметра смешивания, если нейтрино являются майорановскими частицами. Также в число параметров стандартной модели иногда вводят вакуумный угол квантовой хромодинамики. Математическая модель с набором из 20 с небольшим чисел способна описать результаты миллионов проведённых к настоящему времени в физике экспериментов.

## Симметрии в Стандартной модели
Стандартная модель построена на локальной калибровочной симметрии {\displaystyle SU(3)\times SU(2)\times U(1)}, спонтанно нарушенной до {\displaystyle SU(3)\times U(1)}. Каждый из трёх параметров отвечает за конкретный тип взаимодействия. Квантовая электродинамика обладает инвариантностью относительно локальных калибровочных преобразований U(1): то есть лагранжиан инвариантен относительно локальных калибровочных преобразований {\displaystyle \phi \rightarrow e^{i\Lambda (x,t)}\phi }. Для слабого взаимодействия (поля Янга-Миллса) свойственна инвариантность относительно неабелевых групп симметрии SU(2):
{\displaystyle \phi '_{1}=\cos \Lambda _{3}\phi _{1}+\sin \Lambda _{3}\phi _{2}}
{\displaystyle \phi '_{2}=-\sin \Lambda _{3}\phi _{1}+\cos \Lambda _{3}\phi _{2},}
{\displaystyle \phi '_{3}=\phi _{3}.}
Данное калибровочное преобразование может быть записано в виде унитарной матрицы 2×2 с определителем, равным единице. Для электрослабого взаимодействия, как объединения электродинамики со слабым взаимодействием, имеется симметрия {\displaystyle SU(2)\times U(1)}. Сильные взаимодействия описывает квантовая хромодинамика, для которой свойственна симметрия SU(3). Группа SU(3) — это группа матриц 3×3 с определителем, равным единице. У матрицы 3×3 девять элементов, но требование равенства определителя единице сводит число независимых элементов до восьми. Вот почему существует 8 глюонов.
Из модели электрослабого взаимодествия вытекает существование безмассовых частиц (W- и Z-бозоны), но экспериментально доказано, что эти заряженные частицы обладают массой. Эту проблему решает механизм спонтанного нарушения симметрии (механизм Хиггса). Поле Хиггса (бозон Хиггса) предоставляет массу этим безмассовых частицам.

## Фермионы
СМ содержит 12 элементарных частиц со спином ½, известных как фермионы. Согласно теореме о связи спина со статистикой, фермионы подчиняются принципу исключения Паули. Каждому фермиону соответствует античастица. Фермионы СМ классифицируются соответственно тому, как они взаимодействуют (или, эквивалентно, согласно несомым ими зарядам). Есть шесть кварков (u-кварк и d-кварк, c-кварк и s-кварк, t-кварк и b-кварк) и шесть лептонов (электрон и э-нейтрино, мюон и мю-нейтрино, таон и тау-нейтрино). Пары каждого набора сгруппированы в поколения так, что соответствующие частицы разных поколений демонстрируют аналогичные свойства. Определяющим свойством кварков является наличие у них цвета (rgb) и, следовательно, участие в сильном взаимодействии. Феномен цветового конфайнмента состоит в том, что кварки всегда связаны друг с другом образуя цвето-нейтральные составные частицы (адроны). Адрон содержит либо кварк с антикварком соответствующего антицвета (мезон), либо три кварка трех различных цветов (барионы). Протон и нейтрон — это барионы с наименьшей массой (p = u + u + d, n = u + d + d). Кварки также несут электрический заряд и слабый изоспин. Таким образом, они участвуют как в электромагнитных, так и в слабых взаимодействиях.
Остальные шесть фермионов не имеют цветового заряда и называются лептонами. Электрон, мюон и таон обладают электрическим зарядом и могут участвовать в электромагнитном и слабом взаимодействиях. Три нейтрино также не имеют электрический заряд, поэтому они могут участвовать только в слабом взаимодействии. При малой энергии нейтрино чрезвычайно слабо взаимодействуют с веществом и имеют колоссальную длину пробега ~1018 м, что делает их чрезвычайно трудными для изучения. Член каждого следующего поколения имеет массу больше нежели соответствующая частица младшего поколения. Частицы первого (младшего) поколения стабильны. Вся барионная материя состоит из частиц первого поколения. В частности атомы всех химических элементов состоят из электронов окружающих атомные ядра (нуклоны), состоящие из протонов и нейтронов, а те в свою очередь составлены из u-кварков и d-кварков. Заряженные частицы второго и третьего поколения, напротив, короткоживущие и имеют весьма малое время полураспада. Поэтому они наблюдаются только в высоко-энергетических событиях и экспериментах.

## Калибровочные бозоны

Взаимодействия в Стандартной модели. Все диаграммы Фейнмана в модели строятся из комбинаций этих вершин. q — любой кварк, g — глюон, X — любая заряженная частица, γ — фотон, f — любой фермион, m — любая частица с массой (возможно, за исключением нейтрино), m_{B} — любой бозон с массой. На диаграммах с несколькими метками частиц, разделенными символом /, выбирается одна метка частицы. На диаграммах с метками частиц, разделёнными символом метки должны быть выбраны в том же порядке. Например, в четырёхбозонном электрослабом случае допустимыми диаграммами являются WWWW, WWZZ, WWγγ, WWZγ. Допускается также сопряжение каждой из перечисленных вершин (обратное направление стрелок).

В СМ калибровочные бозоны определены как переносчики сил, осуществляющих сильное, слабое и электромагнитное фундаментальные взаимодействия. Взаимодействия в физике понимаются как способ влияния одних частиц на другие. На макроскопическом уровне электромагнетизм позволяет частицам взаимодействовать друг с другом посредством электрического и магнитного поля, а гравитация позволяет частицам с массой притягивать друг друга в соответствии с эйнштейновской общей теорией относительности. СМ рассматривает эти силы как результат обмена частиц материи другими частицами, известными как «частицы переносчики сил» (строго говоря это так только при буквальной интерпретации некоторого приближенного метода вычислений, известного как «теория возмущений»). При обмене частицами-переносчиками сил эффект на макроуровне такой же как при силовом взаимодействии. Поэтому частицы-переносчики называют медиаторами этих взаимодействий или «агентами» этих сил. Диаграммы Фейнмана, которые являются визуальным представлением приближения теории возмущений, используют «частицы-переносчики сил» и дают отличное согласие с опытом при анализе высоко-энергетических экспериментов. Однако теория возмущений (и вместе с ней концепция частиц-переносчиков) не работает в других ситуациях. Таковые включают низко-энергетичную квантовую хромодинамику, связанные состояния и солитоны. Все калибровочные бозоны СМ имеют спин (как и частицы материи). Значение их спина равно 1, то есть они являются бозонами и не подчиняются принципу запрета Паули, который накладывает ограничения на фермионы. Различные типы калибровочных бозонов описаны ниже:

Взаимодействие между различными частицами в Стандартной модели

- фотоны переносят электромагнитные силы между электрически заряженными частицами. Фотон не имеет массы и отлично описывается в рамках квантовой электродинамики (КЭД).
- W+, W- и Z — бозоны переносят слабое взаимодействие между частицами различных ароматов (кварки и лептоны) Они массивны, причем Z более массивен нежели W± Слабое взаимодействие, переносимое W± бозонами действует только на левополяризованные частицы и правополяризованные античастицы. Кроме того, W± бозоны переносят электрический заряд (+1 или −1) и участвуют в электромагнитном взаимодействии. Электрически нейтральный Z-бозон взаимодействует как с лево- так и с право-поляризованными частицами и античастицами. Эти три бозона, вместе с фотоном, образуют коллектив переносчиков электрослабого взаимодействия.
- восемь глюонов осуществляют сильное взаимодействие между частицами, имеющими цвет (то есть кварками). Глюоны безмассовы. Октет глюонов раскрашен комбинациями цвет-антицвет (например есть красно-антизеленый глюон). Поскольку глюоны также имеют цвет, то они могут сильно взаимодействовать и между собой. Глюоны и их взаимодействие описываются квантовой хромодинамикой.

Взаимодействие между всеми частицами, описываемыми СМ, суммированы в диаграмме справа.

## Бозон Хиггса
Бозон Хиггса — это массивная скалярная элементарная частица. Его предсказали Петр Хиггс с соавторами в 1964 году. Бозон Хиггса — это краеугольный камень СМ. Он не имеет внутреннего спина и по этой причине считается бозоном (подобно калибровочным бозонам, которые имеют целый спин). Наблюдение бозона Хиггса требует исключительно большой энергии и плотности пучка в высокоэнергетичном коллайдере. Поэтому он был единственной фундаментальной частицей, предсказанной СМ, но до некоторых пор не обнаруженной с надежностью 5,0 σ. Однако в июле 2012 года ЦЕРН сообщил о наблюдении «Хиггс-подобной» частицы с надежностью 4,0 σ. После дополнительных экспериментов было заявлено о достоверности открытия.
Бозон Хиггса играет уникальную роль в СМ, объясняя, почему все другие частицы, кроме фотона, глюонов и нейтрино, имеют массу. Массы элементарных частиц, а также различие между электромагнетизмом (переносимым фотонами) и слабыми силами (переносимыми W и Z бозонами) критичны по многим аспектам структуры микрокосма (и, следовательно, макрокосма). В электрослабой теории бозон Хиггса порождает массы лептонов и кварков. Поскольку бозон Хиггса массивен, он должен взаимодействовать также сам с собой.
Бозон Хиггса очень массивен и распадается практически мгновенно после возникновения. Поэтому, только очень высокоэнергетичный ускоритель частиц может его обнаружить и зарегистрировать. Эксперименты по обнаружению и исследованию бозона Хиггса с использованием Большого адронного коллайдера (БАК) ЦЕРН начал в начале 2010. Математическая непротиворечивость СМ требует, чтобы механизм, ответственный за возникновение масс ЭЧ, стал видим на энергиях около 1,4 ТэВ. Таким образом, БАК (рассчитанный на столкновение двух пучков протонов с энергиями в 7,0—8,0 ТэВ) был создан, чтобы ответить на вопрос о существовании бозона Хиггса. 4 июля 2012 два главных эксперимента на БАКе (ATLAS и CMS) позволили независимо отрапортовать об обнаружении новой частицы с массой около 125,0 ГэВ/c² (около 133 масс протона). 13 марта 2013 г. было подтверждено, что это искомый бозон Хиггса.

## За пределами Стандартной модели
По состоянию на конец XX века все предсказания Стандартной модели подтверждались экспериментально, иногда с очень высокой точностью — до миллионных долей процента.
Только в 2000-е годы стали появляться результаты, в которых предсказания Стандартной модели слегка расходятся с экспериментом, и даже явления, крайне трудно поддающиеся интерпретации в её рамках. С другой стороны, очевидно, что Стандартная модель не может являться последним словом в физике элементарных частиц, ибо она содержит слишком много внешних параметров, а также не включает гравитацию. Поэтому поиск отклонений от Стандартной модели (так называемой «новой физики») — одно из самых активных направлений современных исследований. Ожидалось, что эксперименты на Большом адронном коллайдере смогут зарегистрировать множество отклонений от Стандартной модели (с добавлением массивных нейтрино), однако за 12 лет экспериментов таких отклонений обнаружено не было. Убедительных признаков существования новой физики за пределами Стандартной модели не было до 2021 года.
В марте 2021 года эксперимент LHCb сообщил об обнаружении нарушения лептонной универсальности. Это нарушение проявляется в том, что распады прелестных мезонов B+ → K+l+l- (где l = µ, e) с испусканием мюонных пар идут на 15 % реже, чем с испусканием пар электронов. Измерения расходятся с предсказаниями Стандартной модели на уровне, превышающем три стандартных отклонения.
В апреле 2021 года Фермилаб сообщил, что измерения g-Фактора аномального магнитного момента мюона в экспериментах Muon g-2 имеют статистически значимое расхождение с предсказаниями Стандартной модели с достоверностью превышающей четыре стандартных отклонения, а в августе 2023 года они опубликовали новые результаты измерения, доведя достоверность статистически значимого расхождения с предсказаниями Стандартной модели до пяти стандартных отклонений. Эти аномалии в поведении мюона являются сильным свидетельством существования пятого фундаментального взаимодействия.
В апреле 2022 года физики из международной коллаборации CDF в своем исследовании, сделанном на основе обработки данных 10 лет работы коллайдера «Тэватрон», продемонстрировали, что масса W-бозона на 0,09% выше, чем предсказывает Стандартная модель.